# Natalie Clifford Barney
Natalie Clifford Barney (Dayton, 31 ottobre 1876 – Parigi, 2 febbraio 1972) è stata una scrittrice e poeta statunitense.

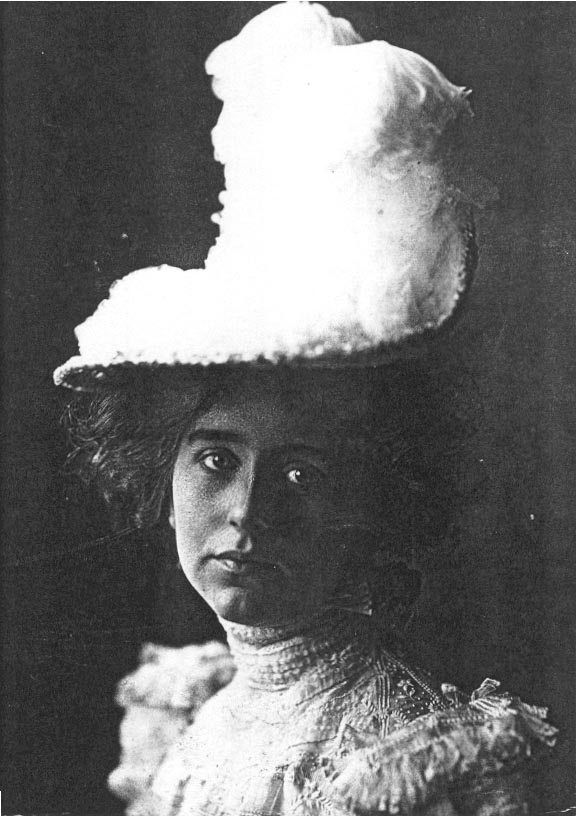
Un'immagine giovanile della Barney, nel 1892, quando non aveva ancora adottato lo stile da "Amazzone".

Trasferitasi in Francia nel 1899, trascorse gran parte della sua vita a Parigi animando per quasi sessant'anni, nella sua abitazione al 20 Rue Jacob, sulla Rive gauche, un salotto letterario internazionale che sarebbe stato frequentato da alcuni fra i più importanti esponenti del modernismo.
Promotrice della letteratura femminile, organizzando, dal 1927 nel suo salon, la cosiddetta Académie des Femmes (Accademia delle donne), un'informale consesso accademico che si opponeva - nei suoi proponimenti - al maschilismo dell'Académie française. Considerando lo "scandalo" come "Il miglior modo di liberarsi dei fastidi" non fece mai mistero delle sue scelte di vita personali, pubbliche e politiche dichiarandosi apertamente lesbica, femminista, sostenitrice del paganesimo, del pacifismo e della poliamoria. Fu anche musa di Renée Vivien, con la quale ebbe una lunga e controversa relazione.

## Biografia
Fin da giovanissima fu una femminista e una lesbica dichiarata. A Parigi incontrò la poetessa inglese Pauline Mary Tarn (Renée Vivien) e la relazione con lei, tra alti e bassi, tradimenti e riappacificazioni, durò fino alla morte dell'amata nel 1909. Fra le sue relazioni più importanti figurano quelle con Evalina Cortland Palmer, Liane de Pougy, Lucie Delarue-Mardrus, Elizabeth de Gramont e Dorothy Wilde. Verso il 1912 iniziò una relazione che durerà cinquant'anni con la pittrice Romaine Brooks; ma non resisterà, ormai ottantenne, alla tentazione di tradirla con Janine Lahovary, e la Brooks due anni prima di morire romperà con lei.
La Barney ha lasciato un gran numero di lettere ed ha scritto sonetti, raccolte di "pensieri", racconti, testi teatrali e memorie. Ha ispirato a sua volta molte opere letterarie scritte da altre donne, tra cui Renée Vivien, che le dedicò Donna m'apparve (Une femme m'apparut) ed innumerevoli poesie. È Flossie nell'Idylle Saphique di Liane de Pougy; è Laurette Wells ne L'Ange et le Pervers scritto da Lucie Delarue Mardrus che raccontò la loro storia d'amore in Nos Secrètes Amours; è Dame Evangeline Musset in Ladies Almanack di Djuna Barnes, Flossie in Claudine s'en va di Colette e Valérie Seymour in The well of loneliness di Radclyff Hall. La poetessa Marina Ivanovna Cvetaeva le dedicò Lettera all'Amazzone.
Lo scrittore, saggista, poeta, filosofo, esteta e critico letterario Remy de Gourmont, che la conobbe nel 1910, le dedicò Lettres à l'Amazone nel 1914 e successivamente Lettres intimes à l'Amazone rendendola famosa come L'Amazone de Remy de Gourmont, frase che è riportata sulla lapide della tomba della Barney, che si trova nel cimitero di Passy a Parigi, non lontana da quella di Renée Vivien.
Nella sua casa di Neuilly organizzava incontri riservati alle sole donne artiste e/o scrittrici; il "Salon", che aveva lo scopo di far incontrare le donne ed incoraggiarle ad esprimersi, era frequentato dalle più interessanti protagoniste della cultura di quegli anni, tra le quali Colette, Renée Vivien, Romaine Brooks, Lucie Delarue-Mardrus, Gertrude Stein, Djuna Barnes, Marguerite Yourcenar, Mata Hari, Vita Sackville-West, Ida Rubinstein, Sylvia Beach, Marie Laurencin e Greta Garbo.

## Opere
- Quelques portraits-Sonnets de femmes, Ollendorf, Paris 1900. Poesie d'amore in francese.
- Cing petits dialogues grecs, La Plume, Paris 1901; edite con lo pseudonimo "Tryphe".
- Actes et entr'actes, Sansot, Paris 1910.
- Je me souviens, Sansot, Paris 1910.
- Èparpillements, Sansot, Paris 1910.
- Poems & Poèmes: Autres alliances, Emile Paul, Paris & Doran, New York, 1920. Raccolta di versi in francese e inglese.
- Pensées d'une Amazone, Emile Paul, Paris 1920. Le risponde Marina Cvetaeva con la celebre Lettera all'Amazzone.
- Aventures de l'ésprit, Emile Paul, Paris 1929.
- Nouvelles pensées de l'Amazone, Mercure de France, Paris 1939.
- Souvenirs indiscrets, Flammarion, Paris 1960.
- Traits et portraits, Mercure de France, Paris 1963.